# Eugène Durieu
Jean-Louis-Marie-Eugène Durieu dit Eugène Durieu, né le  10 décembre 1800 à Nîmes et mort le 16 mai 1874 à Genève, est un photographe amateur français connu pour ses photos de nus, dont certaines servirent de modèle pour Eugène Delacroix.

## Biographie
Eugène Durieu est nommé au début de la monarchie de Juillet directeur de l'Administration des cultes en lien avec les ministères de la Justice et de l'Intérieur. Le 1er mai 1834, il est nommé chevalier de la Légion d'honneur. Il devient ensuite chef du Bureau de la comptabilité des communes de France. En novembre 1850, il se retrouve en disponibilité : il se consacre alors à des recherches sur les techniques photographiques.
Eugène Delacroix le mentionne dans son Journal en septembre 1851 : le peintre et Durieu visitent ensemble à Dieppe des édifices religieux que ce dernier contribue à faire classer au sein d'un service de conservation.
Durieu fait partie des premiers membres de la Société héliographique fondée en 1851. Delacroix, également membre de cette société, commence à le fréquenter à propos de tirages sur papier représentant des nus féminins et masculins. Le studio de Durieu se trouve au 40 rue de Bourgogne, au 7e étage.
Entre 1854 et 1855, Eugène Durieu tient un rôle essentiel dans la constitution de la Société française de photographie (SFP) à ses premières heures. En tant que haut fonctionnaire d'état, il maîtrise parfaitement les aspects administratifs et législatifs et construit véritablement la structure de la SFP. Il place Henri Victor Regnault à la présidence de la société et souhaite voir des individus notables ayant des compétences scientifiques fortes (chimie, physique, optique, techniques photographiques) en occuper les postes les plus décisifs. Ce faisant, il pose comme postulat essentiel que la photographie ne peut exclure de sa nature, son identité, la composante scientifique.
En juin 1857, Durieu cherche à acheter la concession minière de Champleix (Cantal) pour 210 000 francs. En décembre, il se retrouve incapable de payer la moitié de cette somme. Il se met alors à monter un financement avec l'aide de quelques amis. Mais le montage financier échoue et, le 9 décembre 1858, il est compromis dans une affaire de faux en écriture : il a produit soixante billets à ordre imitant la signature de son ami le baron Ernouf. Il est condamné à vingt ans de travaux forcés : il s'exile en Suisse, démissionne du conseil administratif de la SFP et fait appel. Défendu par Adolphe Crémieux, il est condamné par contumace le 25 juillet 1860 à quatre ans de prison avec le bénéfice de circonstances atténuantes et 10 000 francs à rembourser, mais perd l'ensemble de ses droits et fonctions,.
Eugène Durieur meurt le 16 mai 1874 à Genève,.
Son fils, Henri-Auguste Durieu (1829-1877) dit Auguste Muriel (du nom de sa mère, séparée de son père en 1858), est photographe, après avoir été journaliste et banquier.

## Collections, expositions
- Getty Center
- 2007-2008 (exposition collective itinérante)
  - Metropolitan Museum of Art, New York,
  - National Gallery of Art, Washington,
  - Musée d'Orsay, Paris

## Galerie de clichés (1853-1856)
Selon Sylvie Aubenas, Durieu organise ses premières séances de poses vers 1853. Il en présente tout un ensemble à la SFP en 1857 : ce sont des « portraits et études d’après nature » d’après négatifs sur papier et sur verre — des calotypes — et des études d’après nature au daguerréotype.

### Série de nus photographiques réalisée avec Eugène Delacroix

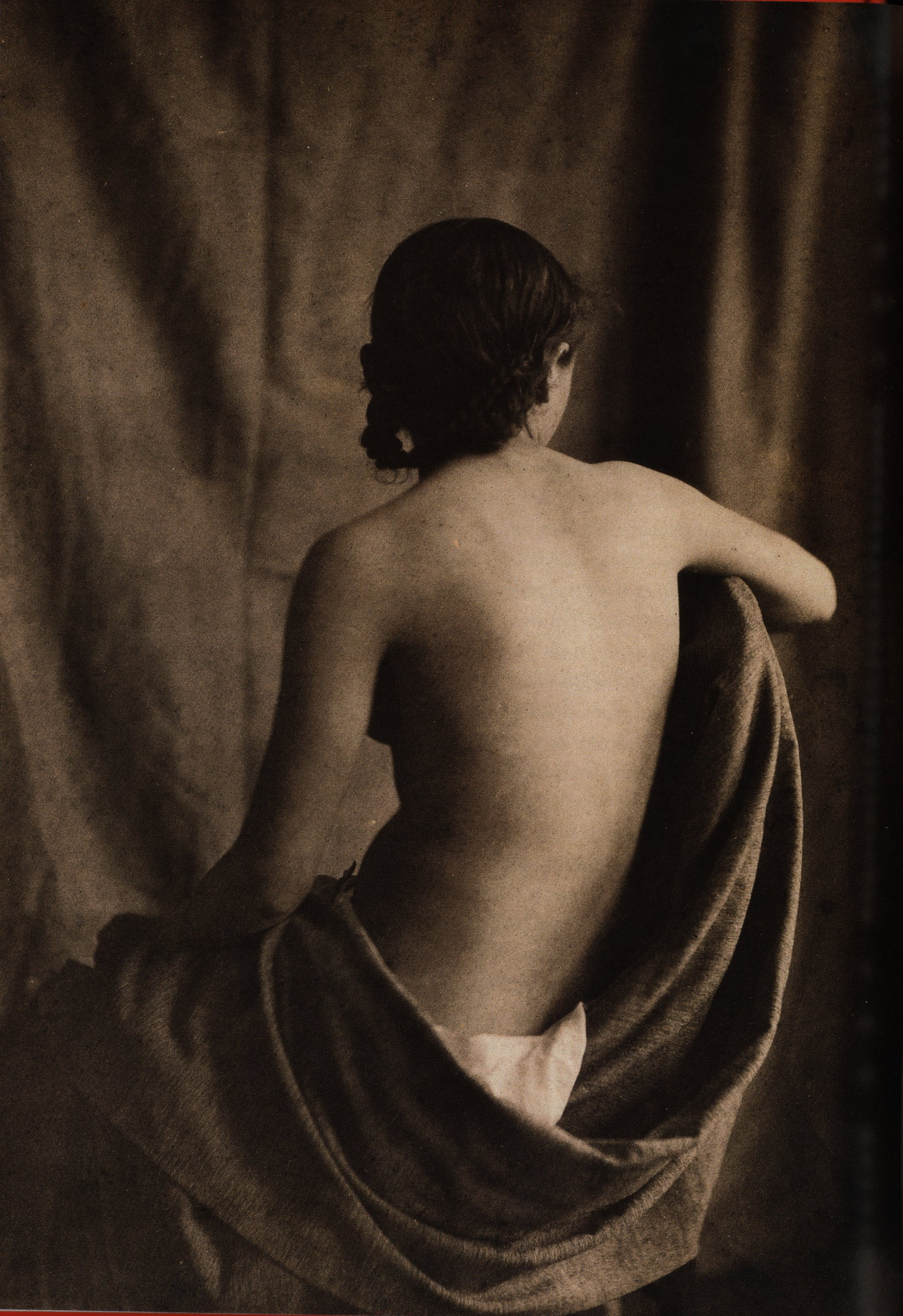
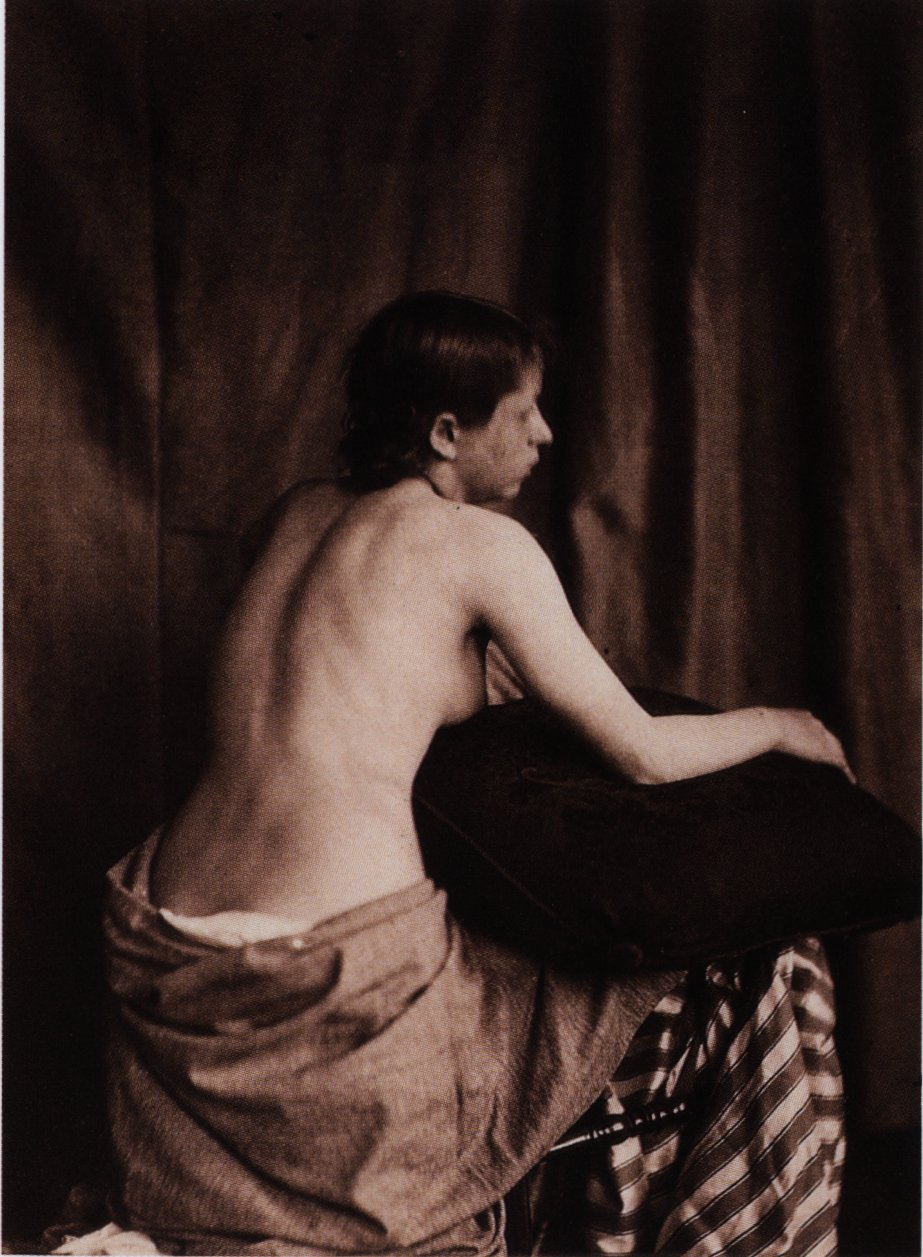
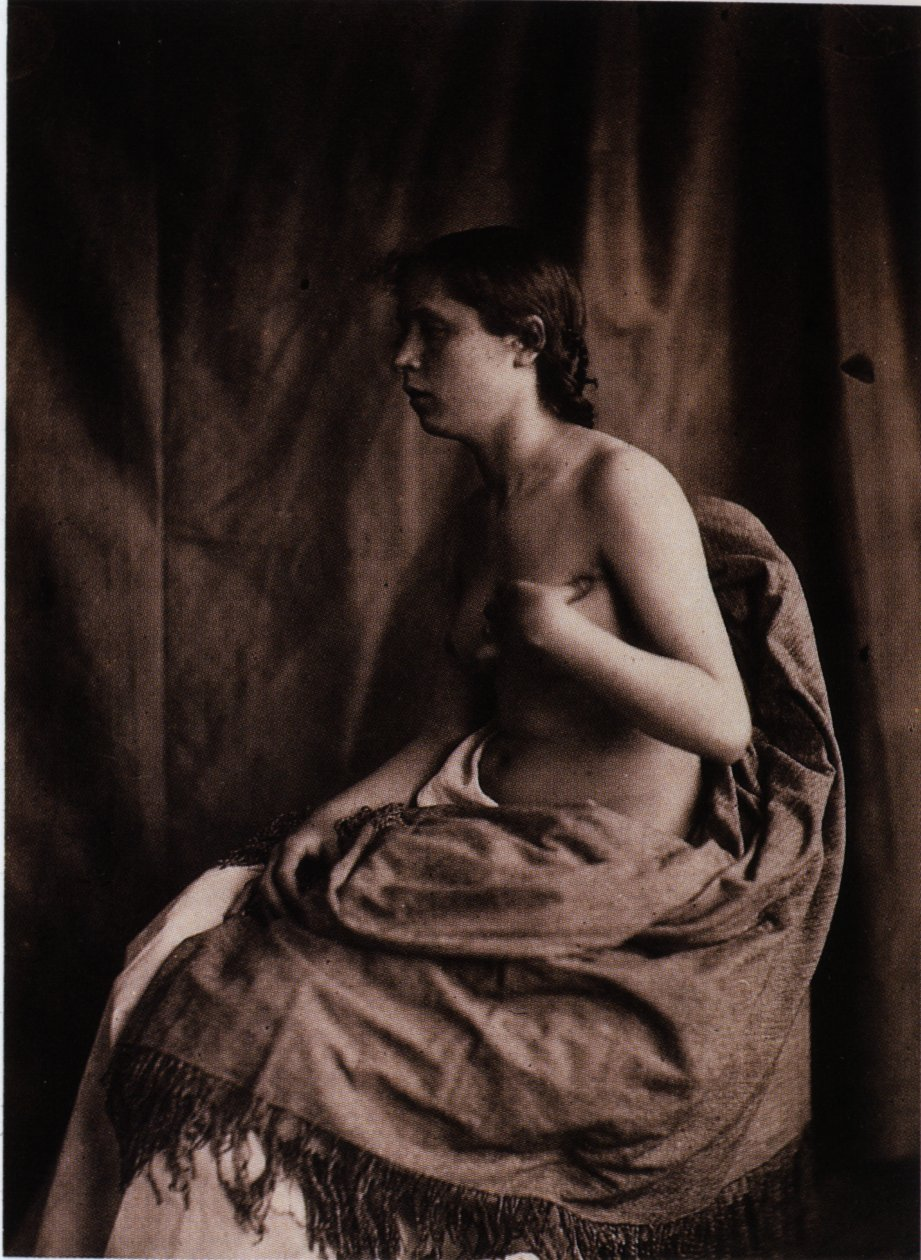
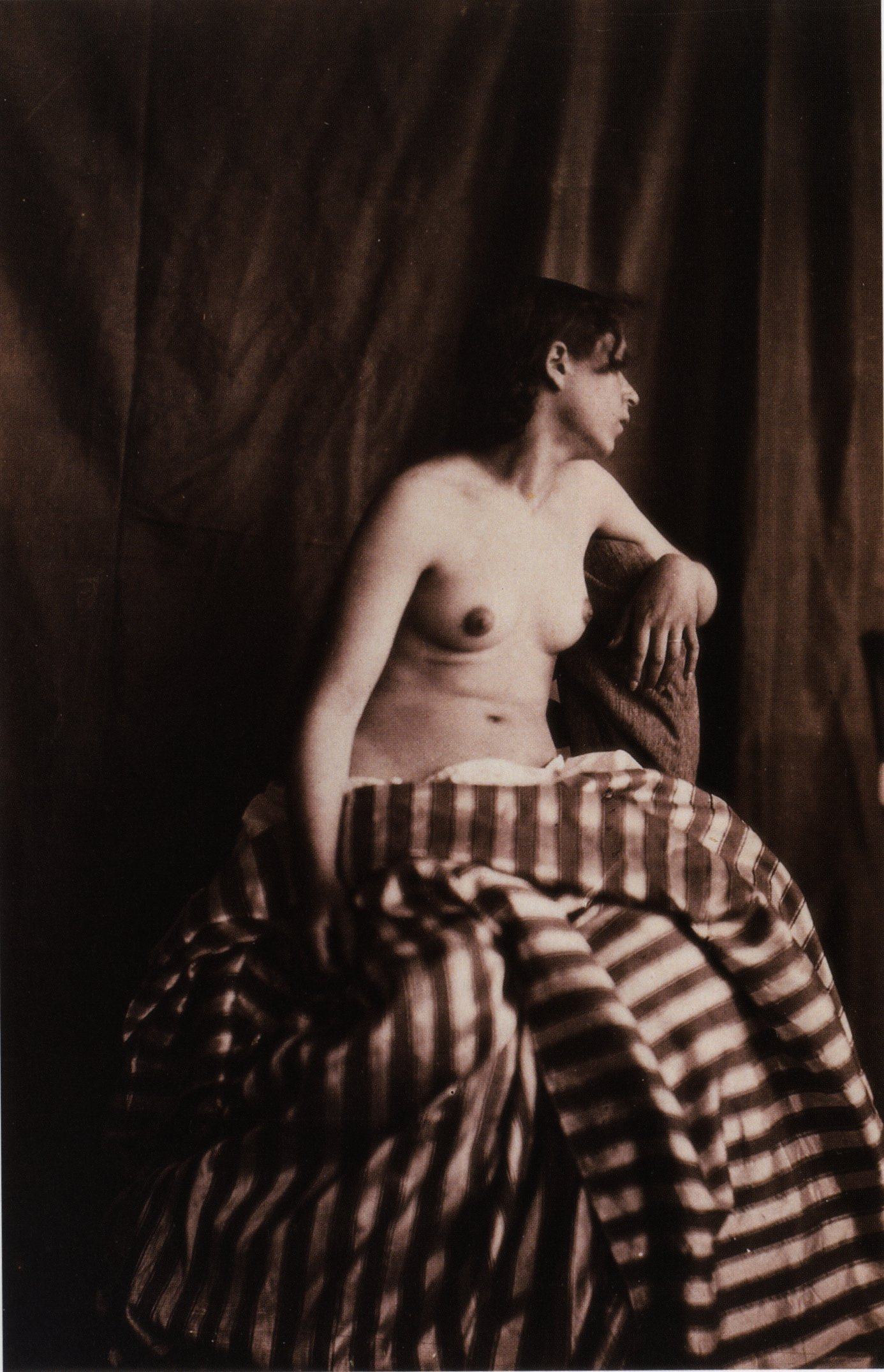
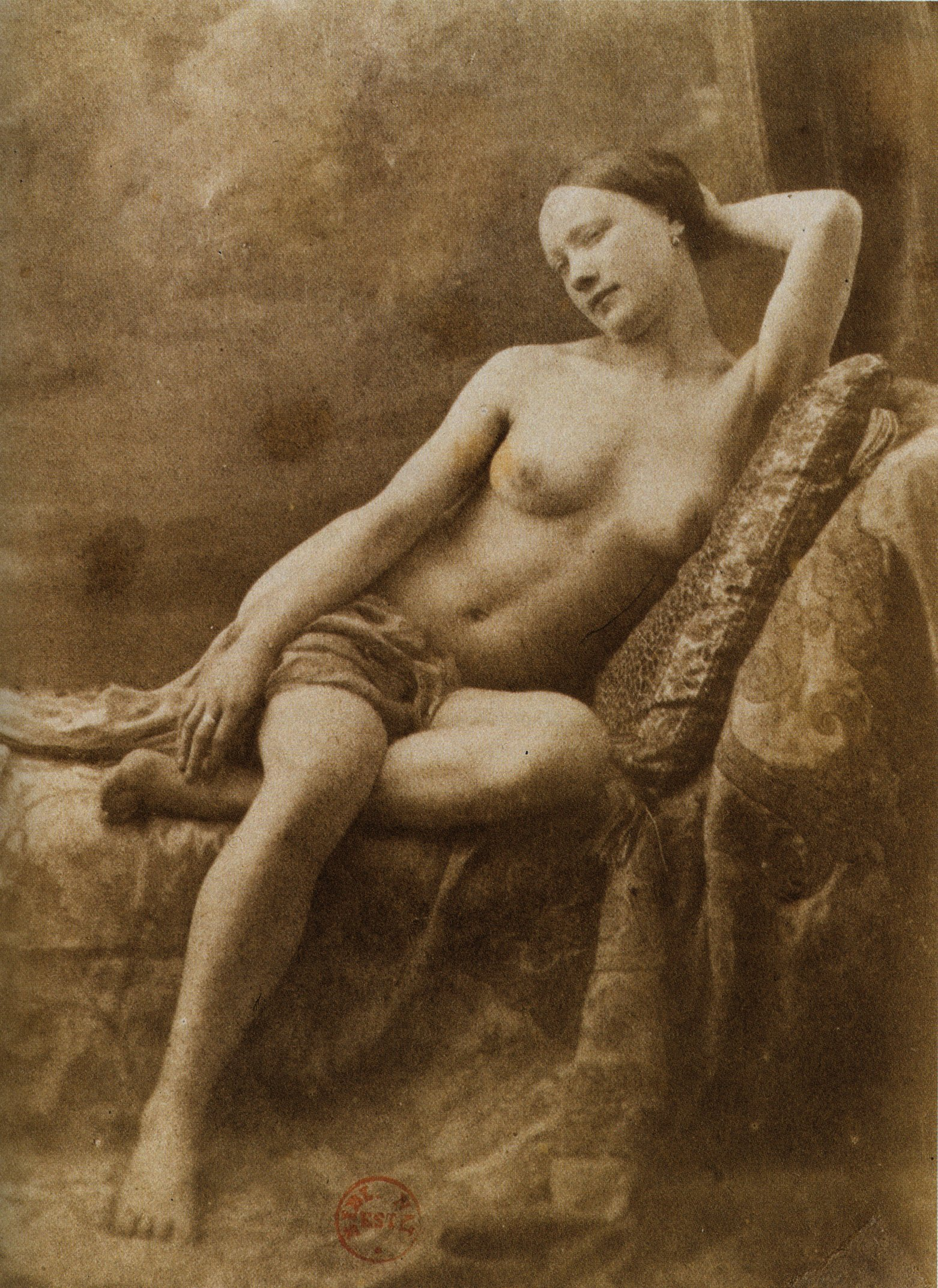
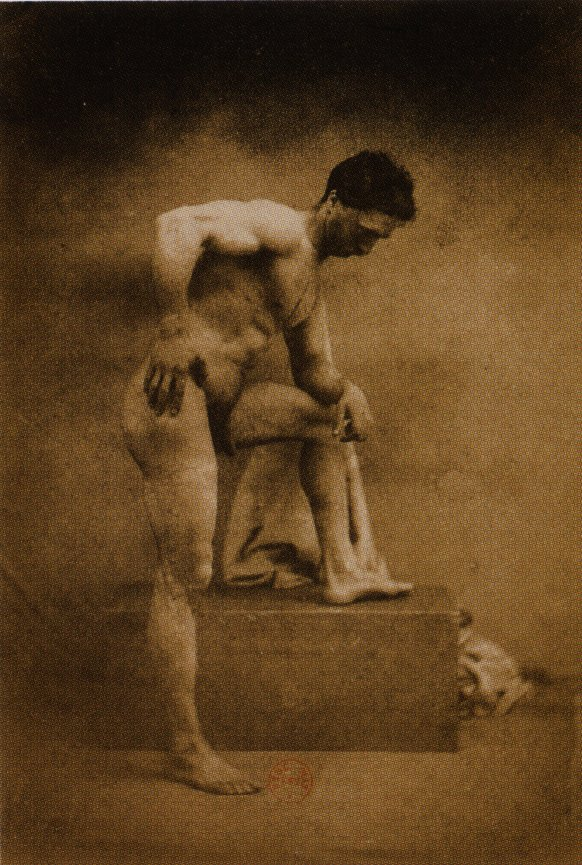

### Autres photographies de nus

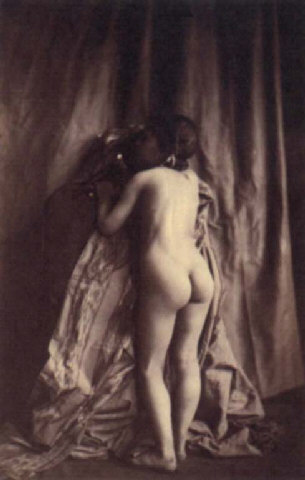
Nu féminin de dos.
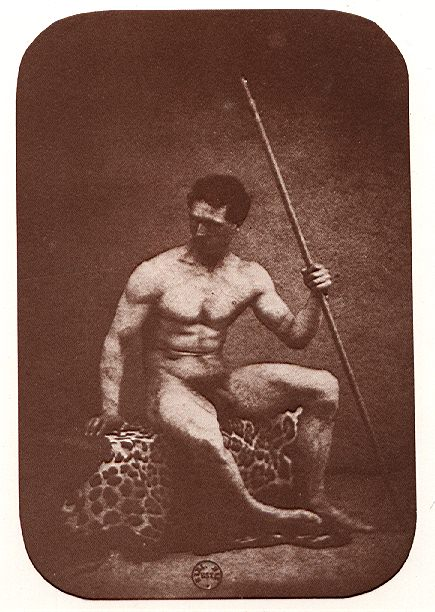
Nu masculin assis, vers 1855.
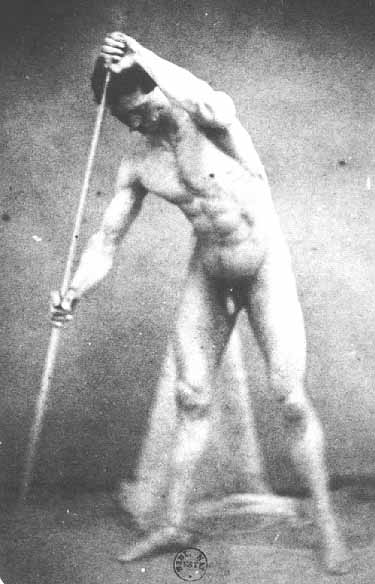
Nu masculin debout, vers 1855.